# Maihueniopsis ovata
Maihueniopsis ovata là một loài thực vật có hoa trong họ Cactaceae. Loài này được (Pfeiff.) F. Ritter mô tả khoa học đầu tiên.

## Hình ảnh

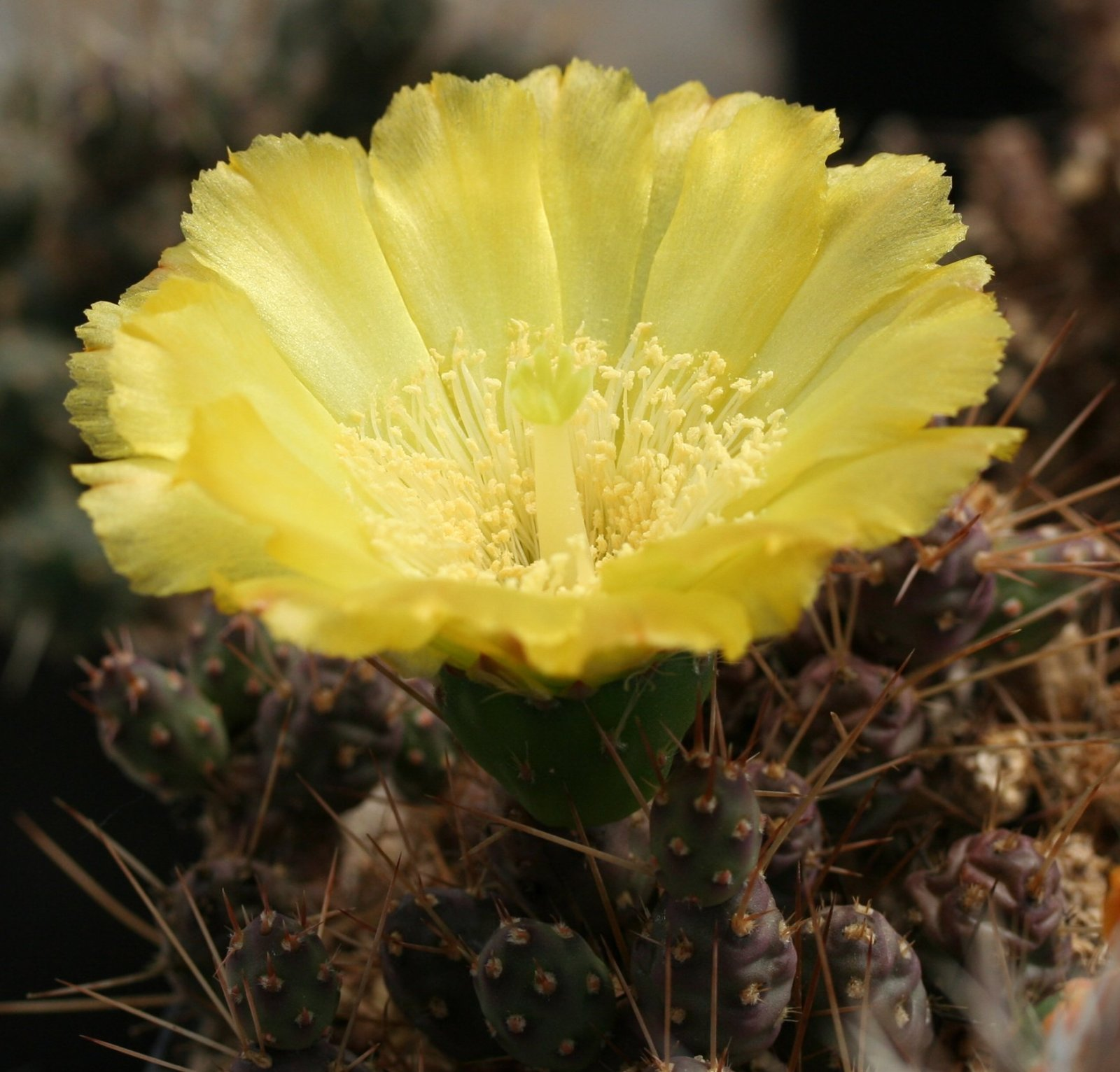